# غرب القارة القطبية الجنوبية

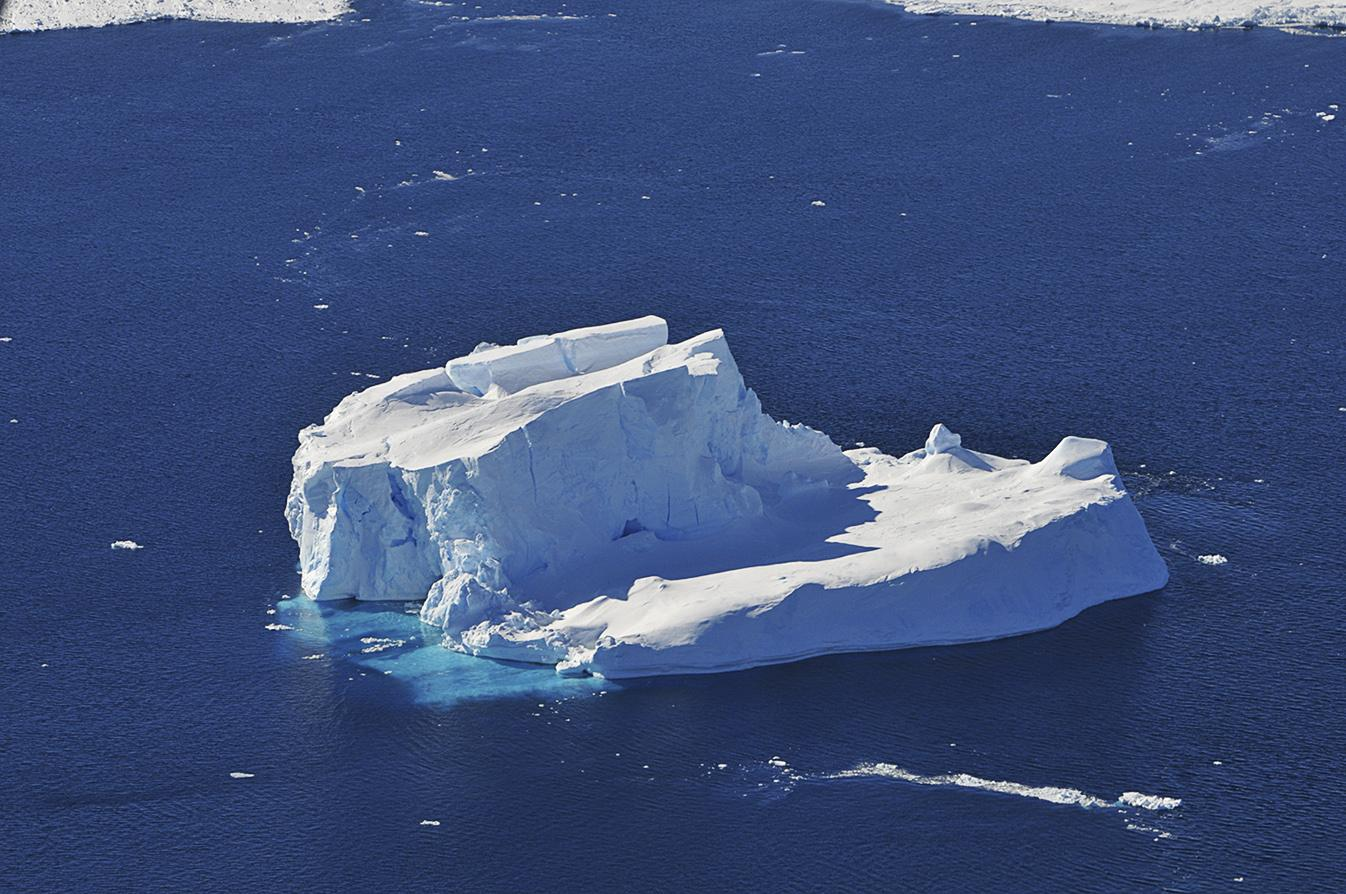
موقع مدينة انس

غرب أنتاركتيكا (بالإنجليزية: west antarctica)هي منطقة غرب القارة القطبية الجنوبية، وتسمى أيضا القارة القطبية الجنوبية الصغرى، هي احدة من المناطق الرئيسية الاثنتين للقارة القطبية الجنوبية.

## الموقع والاسم

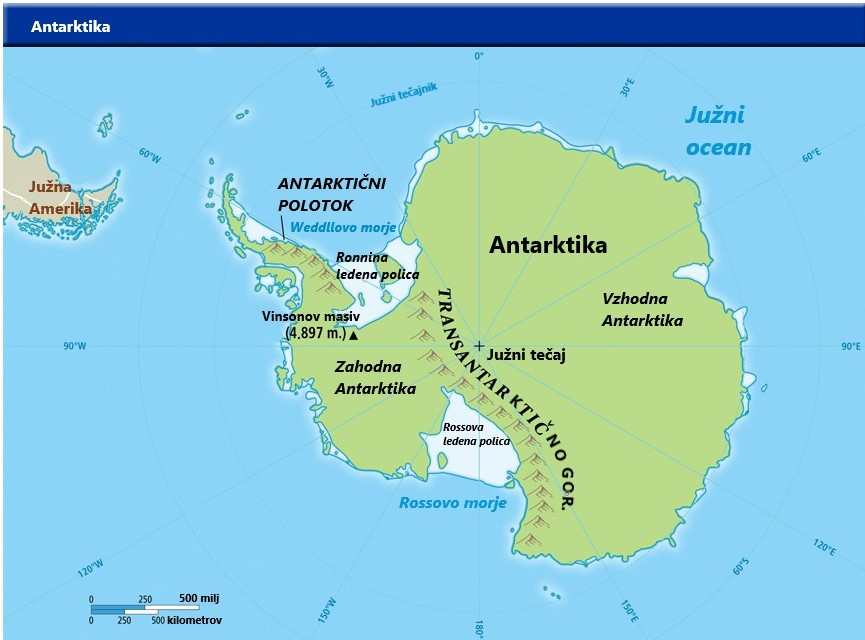
خريطة القارة القطبية الجنوبية: توضيح الخصائص الرئيسية للقطب الجنوبي الشرقي والغربي

تمتد غرب أنتاركتيكا على جانب المحيط الهادئ بجانب جبال ترإنسانتراكتك (Transantarctic)، تشمل غرب أنتاركتيكا ما يلي: شبه الجزيرة القطبية الجنوبية، الجزر القريبة من غرب أنتاركتيكا مثل جزيرة أديلايد، ماري لاند بيرد، وفيلشنر رون - الجرف الجليدي في بحر ويديل، وجرف روس الجليدي. يتم فصل غرب القارة القطبية الجنوبية من الكتلة البرية الرئيسية للقارة بواسطة المياه الجليدية لبحر روس وبحر ويديل، وتمثل شبه جزيرة عملاقة والتي تمتد تقريبا من القطب الجنوبي إلى الطرف الجنوبي لقارة أمريكا الجنوبية.
وقد وجدت غرب أنتاركتيكا بهذا الاسم لأكثر من 90 عاما مضت عبر رحلات (بالش 1902) و(نوردنسكويد 1905)، ولكن الاسم استخدم بشكل أكبر في السنة الجيوفيزيائية الدولية (1957-1958)، وفي استكشافات جبال ترإنسانتراكتك، وتمت في تلك الفترة من تقسيم القارة إلى غرب وشرق القارة القطبية الجنوبية، تمت الموافقة على هذا الاسم غرب أنتاركتيكا من قبل اللجنة الاستشارية لشؤون القارة القطبية الجنوبية في الولايات المتحدة في عام 1962.

## منطقة Marielandia Antarctic Tundra
يوجد أجزاء من القارة القطبية الجنوبية الغربية غير مغطاة بالجليد، وهذه الاجزاء توجد بالتحديد في سواحل شبه الجزيرة القطبية الجنوبية، تسمى هذه المنطقة باسم (Marielandia Antarctic Tundra)، تشهد هذه المنطقة مناخ متوسط في القطب الجنوبي عكس ماهو موجود داخل القطب، كما تتواجد الطحالب على الصخور المسطحة الخالية من الثلوج خلال أشهر الصيف، هذا على الرغم من أن الطقس لا يزال شديد البرودة وموسم النمو قصير جدا.